# 왕관을 쓴 공화국
왕관을 쓴 공화국(영어: crowned republic)은 입헌군주제의 한 형태이다. 군주의 역할은 형식에 그치고, 군주의 모든 대권(大權)은 관습과 법에 의해 규정된다. 그리하여 군주는 정부와 헌법에 대한 논쟁에 있어서 결정권이 없거나 거의 없게 된다.
이 용어는 다양한 왕국들의 정부를 묘사하기 위해 사용된다. 예를 들어서 오스트레일리아는 왕관을 쓴 공화국으로 표현된다. 소설가이자 수필가 H. G. 웰스는 영국을 이 용어로 표현하였다. 이 용어는 또한, 명목상의 군주는 있지만 국민들이 국가 대사(大事)에 대한 최종적인 힘을 가지고 있는 것으로 간주되는 나라에도 사용될 수 있다.

## 같이 보기
- 민중군주제

## 참고
- Bryce, James (1921). 《Modern democracies》 2. Kessinger Publishing. ISBN 1-4179-1173-5.
- Patmore, Glenn (2009). 《Choosing the Republic》. University of New South Wales (UNSW) Press. ISBN 1-74223-015-6.